# Hounslow East (Metropolitano de Londres)
Hounslow East é uma estação do Metrô de Londres em Hounslow, no oeste de Londres, projetada por Acanthus LW Architects.
A estação fica no ramal de Heathrow da linha Piccadilly, entre Hounslow Central e Osterley. A estação está localizada na Kingsley Road, cerca de 400 m ao norte da Hounslow High Street. Está na Zona 4 do Travelcard.

## História
A rota através da estação Hounslow East foi inaugurada pela District Railway (DR, agora a linha District) em 21 de julho de 1884 como um ramal para Hounslow Barracks (agora Hounslow West). O ramal foi construído como um trilho único da rota existente da DR até a estação Hounslow Town, localizada no extremo leste da Hounslow High Street, onde agora está localizada a garagem de ônibus. Essa estação foi inaugurada em 1883. Inicialmente, o ramal para Hounslow Barracks não tinha estações entre ela e Osterley & Spring Grove (substituído por Osterley em 1934).
A estação Hounslow Town foi fechada em 31 de março de 1886 e a estação Heston & Hounslow (agora Hounslow Central) foi inaugurada como sua substituta no dia seguinte, 1 de abril de 1886.

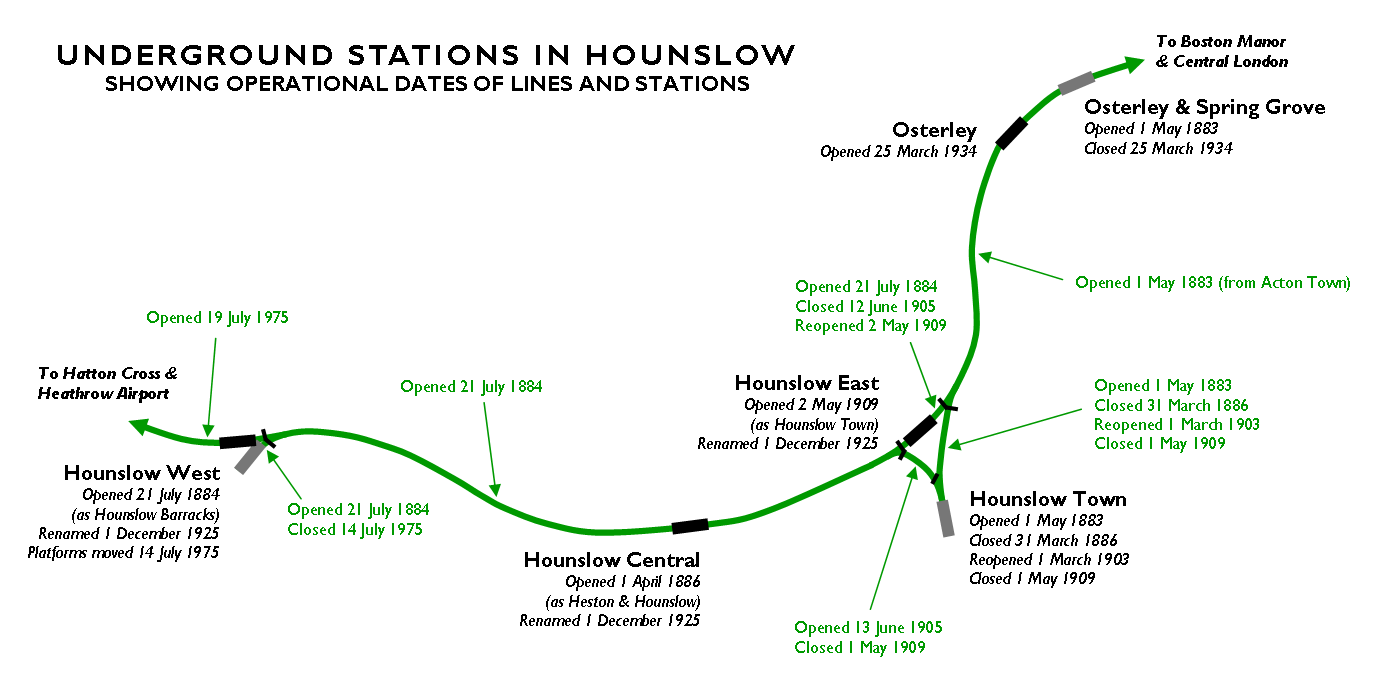
Mapa mostrando datas operacionais para linhas e estações em Hounslow

Em 1903, a estação Hounslow Town foi reaberta e os trens seriam divididos na estação Osterley & Spring Grove, com parte indo para Hounslow West e a outra parte para Hounslow Town como um serviço curto. A eletrificação dos trilhos do DR ocorreu entre 1903 e 1905 com trens elétricos substituindo trens a vapor no ramal de Hounslow a partir de 13 de junho de 1905. Quando o ramal foi eletrificado, a seção entre a estação Osterley & Spring Grove e a estação Hounslow Central foi fechada e um novo circuito foi aberto de Hounslow Town de volta para Hounslow Central. Os trens iriam de Osterley para Hounslow Town, em seguida, dariam a ré e passariam pelo novo circuito para chegar à linha principal e assim continuar para Hounslow West.
Este método de operação não teve sucesso e durou pouco. Em 2 de maio de 1909, a linha entre a estação Heston & Hounslow (agora Hounslow Central) e a estação Osterley & Spring Grove foi reaberta com a estação Hounslow East (inicialmente chamada de Hounslow Town) como uma nova estação localizada a cerca de 300 metros (330 yd) a oeste do circuito para a antiga estação. A antiga estação Hounslow Town e seus dois trilhos de circuito foram fechados definitivamente. Parte do leito que transportava o trilho único original para a estação Hounslow Town (agora garagem de ônibus Hounslow) ainda é visível, logo a leste da estação Hounslow East.

## Conexões
As rotas 111 e H28 dos ônibus de Londres atendem a estação. A Estação Rodoviária de Hounslow fica a dois minutos a pé.